# Giuseppe Mazzocca
Giuseppe Mazzocca (Farindola, 7 ottobre 1922 – Ivanowka, 22 dicembre 1942) è stato un militare italiano insignito della medaglia d'oro al valor militare alla memoria nel corso della seconda guerra mondiale.

## Biografia
Nacque in contrada Pagliaroli a Farindola, provincia di Pescara, il 7 ottobre 1922, figlio di Nicola e Antonia Pilone. Crebbe all'interno di una famiglia di agricoltori, accudendo gli animali da cortile e le mucche, portando al pascolo le pecore, zappando i campi e facendo provvista di legna. Nell'aprile 1941 fu arruolato nel Regio Esercito, venendo assegnato nel gennaio 1942 al battaglione alpini "L'Aquila" del 9º Reggimento alpini, facente parte della 3ª Divisione alpina "Julia". Nell’agosto successivo partiva per l'Unione Sovietica al seguito dell'ARMIR e giunto al fronte gli venne assegnato il compito di porta munizioni, andando su e giù per i camminamenti del fronte, sempre in prima linea. Il 22 dicembre, durante i giorni della seconda battaglia difensiva del Don, il 22 dicembre 1942, a quota 204 a Ivanowka, rientrato nelle trincee italiane, si accorse che il suo compagno era rimasto indietro ed era ferito, ritornò quindi da lui lo sostenne e insieme tentarono invano di rientrare nelle linee nazionali.  Inquadrati dal tiro nemico una raffica di mitragliatrice gli staccò un braccio e lui, pur di non lasciare il compagno, con i denti trascinò la cassetta di munizioni. Poco dopo una granata anticarro colpì in pieno i due soldati uccidendoli e facendo scempio dei corpi. Il suo gesto fu conosciuto solo dopo la fine della guerra, e venne quindi insignito della medaglia d'oro al valor militare alla memoria.